# Scandic Infra City
Scandic Infra City är ett hotell och en 80 meter hög skyskrapa i Upplands Väsby i norra Storstockholm som byggdes år 1990. Hotellet har 325 rum.
Hotellet var värd för Irakkonferensen i Stockholm 2008.
Högst upp i hotellet i glaskupolen på våningarna 21-24 finns Skandinaviens största hotellsvit på ca 300 kvadratmeter i etage.